# Sarinda imitans
Sarinda imitans là một loài nhện trong họ Salticidae.
Loài này thuộc chi Sarinda. Sarinda imitans được María Elena Galiano miêu tả năm 1965.